# Malta Stock Exchange
Die Malta Stock Exchange (maltesisch: Borża ta' Malta), bekannt als Borża ta' Malta, ist die Börse des Inselstaates Malta. Sie hat ihren Sitz in der Hauptstadt Valletta. Das 1992 gegründete Unternehmen gehört vollständig der maltesischen Regierung. Die maltesische Börse war durch die Ausgabe von Unternehmensanleihen und Aktien von zentraler Bedeutung für die Kapitalbeschaffung für die Privatwirtschaft, während praktisch die gesamte Staatsverschuldung der maltesischen Regierung in Form von maltesischen Staatsanleihen ausgegeben wurde, die auf dem Sekundärmarkt notiert und gehandelt werden. Die Investorenbasis besteht aus über 75.000 Einzelinvestoren, was angesichts der Wirtschaftsgröße Maltas (BIP 8.796 Millionen Euro im Jahr 2015) und der Bevölkerung (434.403 im Jahr 2016) eine beachtliche Zahl ist. Der Schwerpunkt der Malta Stock Exchange liegt auf der Weiterentwicklung und Unterstützung des heimischen Marktes und gleichzeitig auf der Gewinnung internationaler Unternehmen für die Notierung an der Börse sowie auf der damit verbundenen Attraktivität innerhalb der EU. Darüber hinaus hat das Unternehmen stark in den Einsatz von Technologie investiert und nutzt die Handelsplattform Xetra.

## Geschichte
Der Handelsplatz wurde mit der Verabschiedung des Malta Stock Exchange Act im Jahr 1990 gegründet und nahm seinen Handelsbetrieb am 8. Januar 1992 auf. Die Zentralbank von Malta wurde ursprünglich zur Aufsichtsbehörde der Börse ernannt, eine Rolle, die jetzt von der Malta Financial Services Authority (MFSA) übernommen wird. 1999 bezog die Börse das ehemalige Gebäude der Garrison Chapel am Castille Square in Valletta. Dieses ikonische Gebäude wurde 1857 nach den Entwürfen von T. M. Ellis erbaut und diente bis 1950 als multikonfessionelles Gotteshaus. Die ehemalige Kirche diente dann zu Unterhaltungszwecken, als Postamt und als Marineschule, bevor sie von der Börse übernommen und umfassend renoviert wurde. Seitdem ist es als Exchange Building oder The Borsa bekannt. Die Börse befindet sich in der Nähe des Büros des Premierministers in der Auberge de Castille und den Upper Barrakka Gardens. Am 23. August 2023 gründete das Unternehmen EuroCTP als Joint Venture mit 13 anderen Börsen, um im Rahmen der von der Europäischen Kommission vorgeschlagenen Kapitalmarktunion ein konsolidiertes Datenblatt für die EU bereitzustellen.

## Mitgliedschaften
Die Börse ist Mitglied in:
- World Federation of Exchanges[2]
- Federation of European Securities Exchanges[3]